# Цвіткове (Голованівський район)
Цвітко́ве (в минулому — Дуківка) — село в Голованівській громаді Голованівського району Кіровоградської області України. Населення становить 126 осіб.

## Географія
Селом протікає річка Чумата, права притока Синюхи.

## Населення
Згідно з переписом УРСР 1989 року чисельність наявного населення села становила 156 осіб, з яких 70 чоловіків та 86 жінок.
За переписом населення України 2001 року в селі мешкало 126 осіб.

### Мова
Розподіл населення за рідною мовою за даними перепису 2001 року:
| Мова       | Відсоток |
| ---------- | -------- |
| українська | 93,65 %  |
| російська  | 6,35 %   |